# Eissportverein Zoug Academy
Pour les articles homonymes, voir Academy.
Le Eissportverein Zoug Academy (EV Zoug Academy) est un club de hockey sur glace de la ville de Zoug en Suisse.
Créé en 2016 pour fonctionner comme club ferme du EV Zoug, club de National League, a fait ses débuts à l'échelon inférieur, la Swiss League, en 2016-2017. Après six saisons, soit après l'exercice 2021-2022, l'EVZ retire son club-école, se réorientant vers un concept de formation unique appelé « The Hockey Academy ».

## Histoire
En cinq saisons depuis sa création, le club a atteint les play-off à deux reprises, étant toutefois éliminé à chaque fois 4-0 en quarts de finale.

### Bilan saison par saison

#### En Coupe de Suisse
Ce chapitre récapitule le parcours de l’équipe en coupe.
| Édition   | Tour                | Parcours                                                 | Entraîneur         |
| --------- | ------------------- | -------------------------------------------------------- | ------------------ |
| 2016-2017 | Ne participe pas    | Ne participe pas                                         | Ne participe pas   |
| 2017-2018 | Seizièmes de finale | 2-3 a. p. HC Ambrì-Piotta (NL)                           | Björn Kinding      |
| 2018-2019 | Huitièmes de finale | 2-1 a. p. SC Langenthal (SL) 1-6 Genève-Servette HC (NL) | Jason O'Leary (de) |
| 2019-2020 | Seizièmes de finale | 1-2 CP Berne (NL)                                        | Roger Hansson      |
| 2020-2021 | Seizièmes de finale | 1-2 a. p. SC Rapperswil-Jona Lakers (NL)                 | Roger Hansson      |